# Dundee
Dundee [dʌnˈdiː] (schottisch-gälisch Dùn Dèagh, amtlich City of Dundee) ist eine Stadt in Schottland am Firth of Tay, Vereinigtes Königreich. Dundee hat etwa 149.000 Einwohner und ist die viertgrößte Stadt Schottlands. Die Stadt bildet eine der 32 Council Areas in Schottland.

## Geschichte
Dundee ist als Siedlungsplatz sehr alt, es war schon während der Eisenzeit eine piktische Siedlung. In seinem Buch History of the Scottish People aus dem Jahr 1527 schreibt der schottische Philosoph Hector Boece (1465–1536), dass der piktische Name der Siedlung Alec-tum gewesen sei, was „Hübscher Platz“ bedeute.
Im Jahr 1191 erhielt der Ort von König William I. (William the Lion, 1165–1214) die Stadtrechte („Royal Burgh“). Sein Bruder David, Earl of Huntingdon, nannte die Stadt „Donum Dei“ („Geschenk Gottes“), als er dort auf seinem Rückweg vom dritten Kreuzzug einen Schiffbruch in heftigem Sturm überlebte. Zum Dank stiftete er eine Kirche (die spätere St. Mary Church).
Der heutige Name stammt aus dem Gälischen Dùn Dèagh, „Burg am Tay“. Der Namensteil Dùn (‚Burg‘, ‚Befestigungsanlage‘) ist in schottischen Ortsnamen häufig, wie zum Beispiel in Dunfermline oder Dunkeld.
Im Jahr 1303 wurde Dundee von den Engländern unter Edward I., genannt „Der Hammer der Schotten“, zerstört, sämtliche historischen Dokumente, die in der Kirche in Sicherheit gebracht worden waren, wurden vernichtet. Auch während der folgenden Jahrhunderte wurde Dundee immer wieder von den Engländern geplündert.
Von alters her war die Fischerei ein Haupterwerbszweig der Stadt, was dazu führte, dass die Dundee Whale Fishing Company 1756 eine der größten Walfangflotten hatte.
Später wurde Dundee vor allem bekannt wegen seiner Juteindustrie. Diese entwickelte sich im Gefolge dieser Walfänge. Die Walfanggesellschaft lieferte Walöl für die Lampen der Stadt. Im frühen 19. Jahrhundert fand man heraus, dass man Jute, die aus Indien importiert wurde, mit Walöl behandeln und dann zu festen Stoffen verarbeiten konnte, die für vielerlei Produkte, von Säcken bis hin zu Teppichen, verwendet wurden. Dundee entwickelte sich zu einem Weltzentrum der Juteverarbeitung.
Infolgedessen wuchs die Stadt im 19. Jahrhundert innerhalb von nur 50 Jahren von 35.000 auf 130.000 Einwohner. Auch heute gibt es in Dundee noch Textilindustrie, aber nach dem Zweiten Weltkrieg ging die Nachfrage nach Jute so weit zurück, dass viele Betriebe geschlossen werden mussten.
Seit 1878 ist Dundee Sitz des Bistums Dunkeld der Römisch-Katholischen Kirche. Zwischen 1975 und 1996 war die Stadt Hauptstadt der – inzwischen aufgelösten – Region Tayside.

## Dundee heute

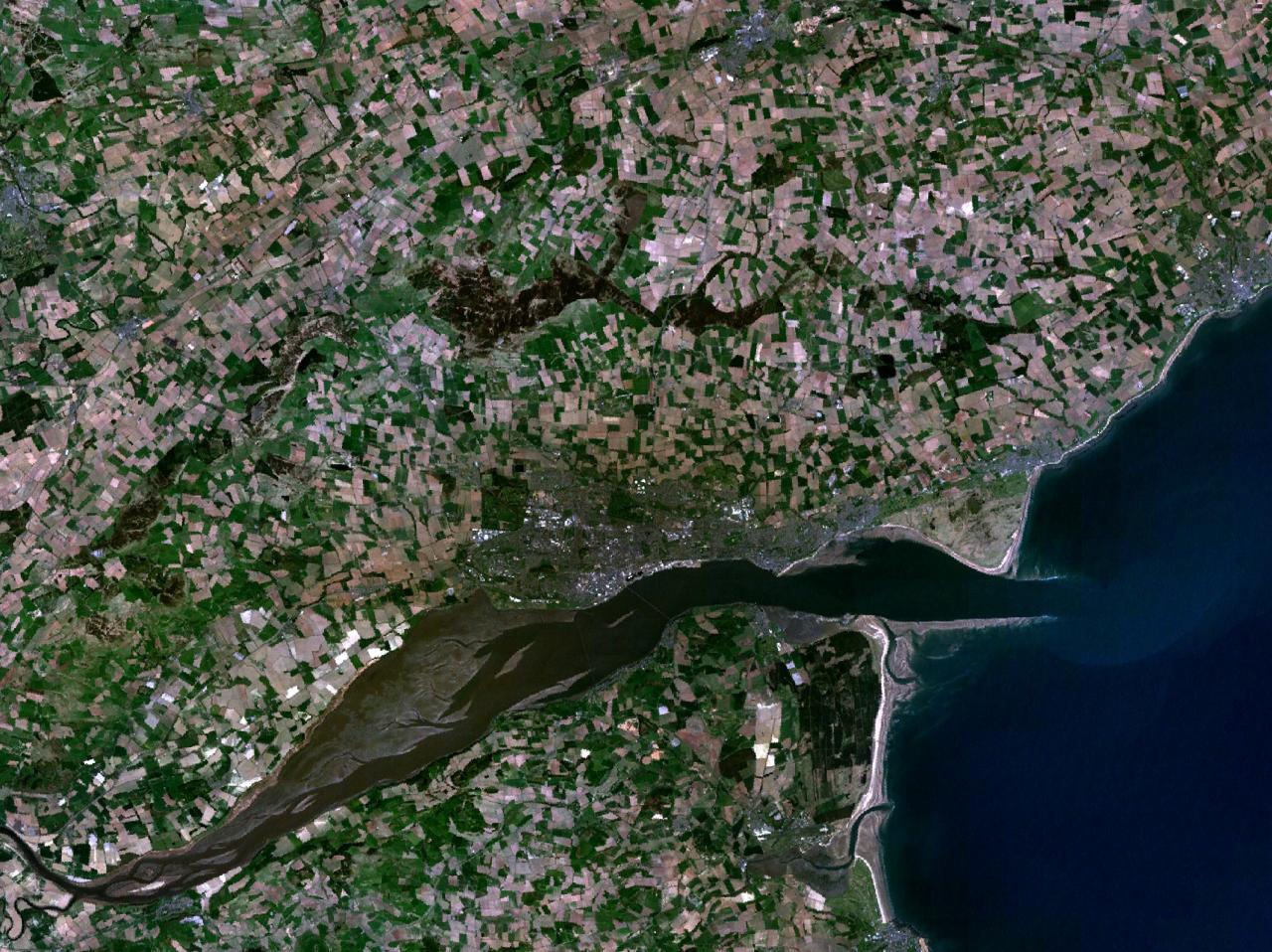
Satellitenbild von Dundee

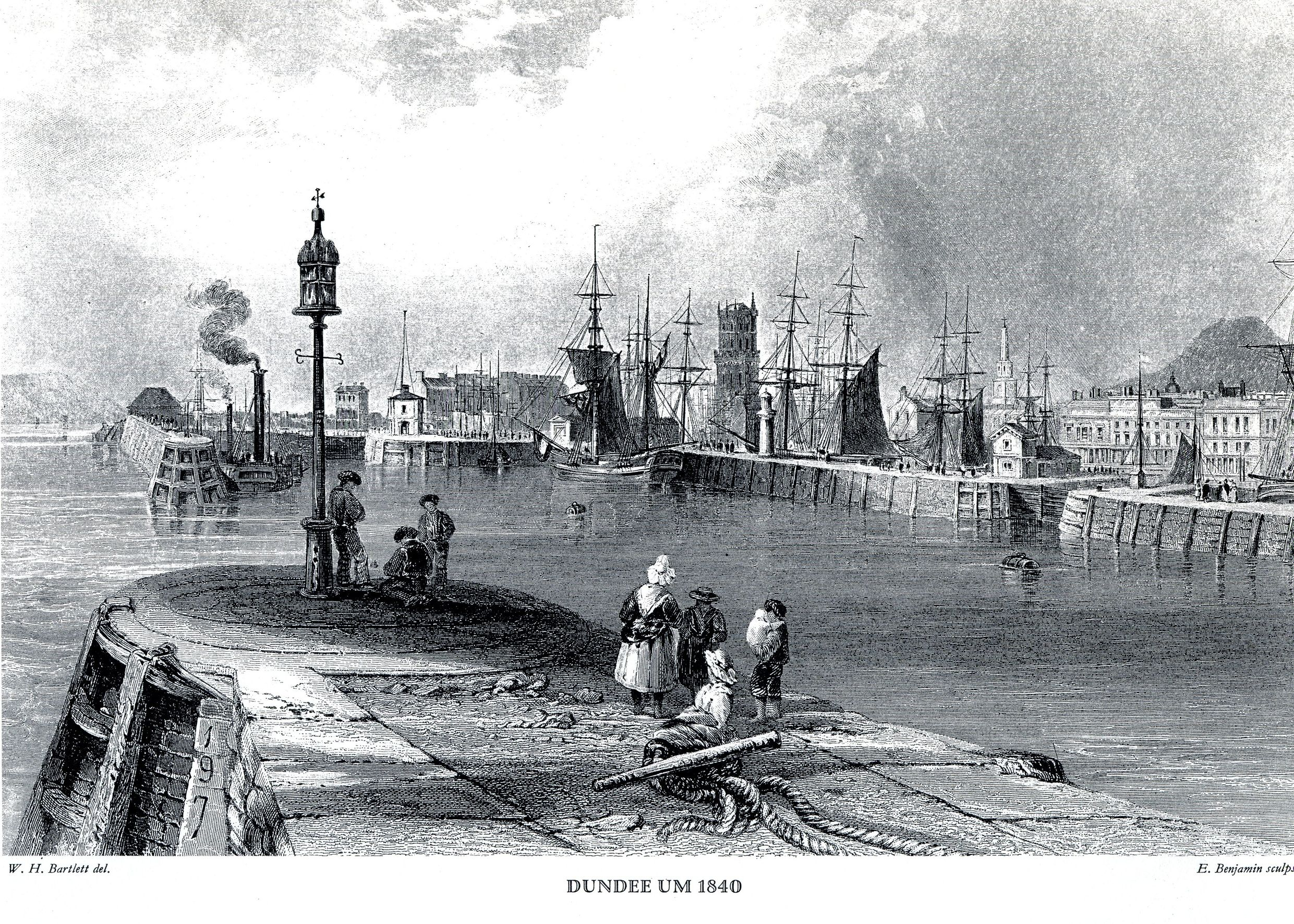
Hafen von Dundee um 1840

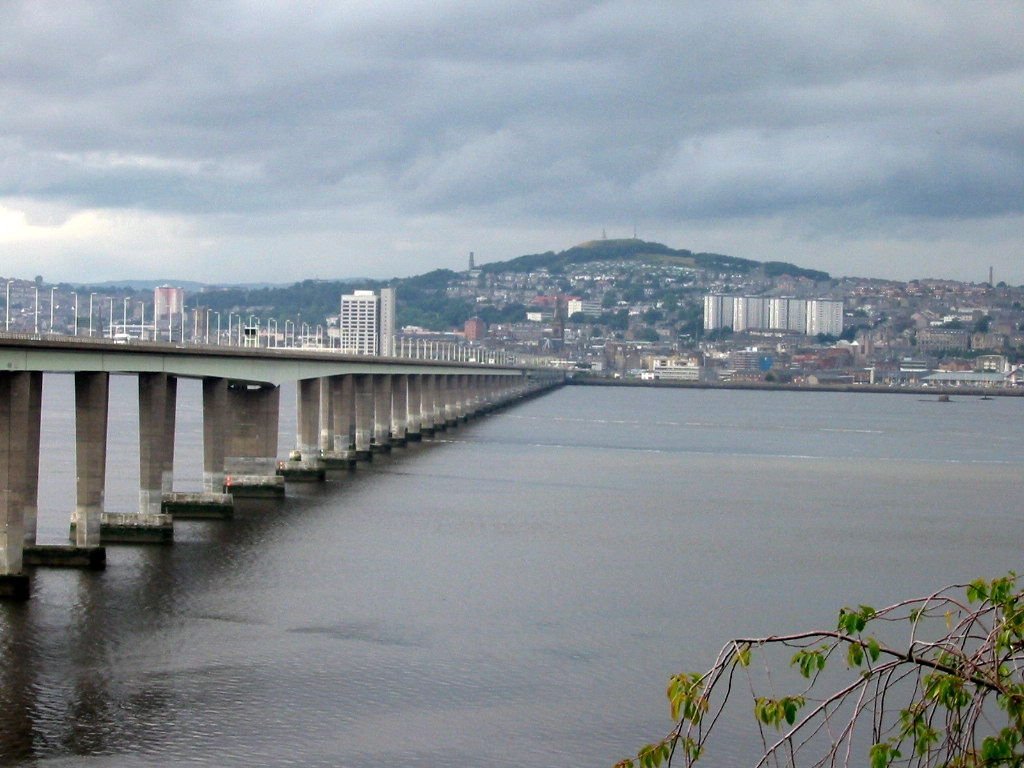
Blick über den Tay auf die Stadt und Dundee Law

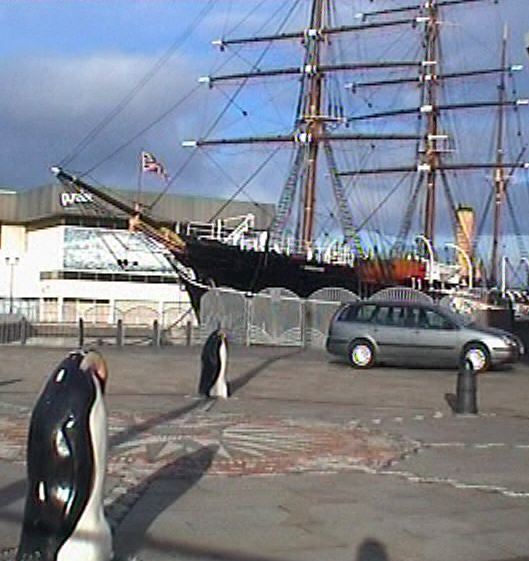
RRS Discovery und neu gestaltete Hafenpromenade

Auf Grund der wiederholten Verwüstungen ist heute in der Stadt nicht mehr viel von ihrer Geschichte zu sehen. Nur wenige historische Gebäude stehen noch, und nur ein Stadttor, East Gate, ist noch erhalten. Die Sanierungsprogramme der 1960er und 1970er Jahre taten ein Übriges.
Heute ist Dundee eine moderne Großstadt, mit Einkaufszentrum und Fußgängerzone, Parkanlagen, einer reizvollen Promenade am Fluss Tay und einem Flughafen im Stadtgebiet.
Die Universität Dundee wurde 1881 gegründet, verband sich 1887 mit der Universität St Andrews, ist aber heute wieder selbstständig. Aus dem 1888 gegründeten Dundee Technical Institute ging die University of Abertay Dundee hervor, die sich im Stadtzentrum befindet und Partnerprogramme mit vielen anderen europäischen Hochschulen unterhält. Daneben hat die Stadt mehrere bedeutende Schulen, wie zum Beispiel das Duncan of Jordanstown College of Art.
Der frühere Hafen von Dundee, Heimat der ehemals großen Walfangflotte, hat seine Bedeutung heute verloren und ist zu großen Teilen einer neuen Nutzung zugeführt, als öffentliche Parkanlagen, für Einkaufs- und Unterhaltungszentren und Sportanlagen. Dort steht noch das Kriegsschiff HMS Unicorn, das 1824 vom Stapel lief und der britischen Marine 144 Jahre lang diente. Am Discovery Point gelegen, ist dort auch das RRS-Discovery-Expeditionsschiff von Robert Falcon Scott im Rahmen eines Antarktis-Expeditions-Museums zu besichtigen.
Die Spezialität, die man vor allem mit Dundee verbindet, ist Marmelade. Die Gegend um Dundee eignet sich besonders für den Obstanbau, und in der Stadt gibt es eine nennenswerte Konservenindustrie.
Die Orangenmarmelade wurde in Dundee von der Kaufmannsfrau Janet Keiller „erfunden“. Sie kochte Bitterorangen, die aus Spanien geliefert wurden und die niemand essen wollte, mit Zucker ein, bis daraus ein wohlschmeckendes Kompott, die berühmte schottische Orangenmarmelade, wurde.
Man spricht in Großbritannien davon, dass Dundee von den drei J lebt, Jute, Jam (Konfitüre) und Journalismus. Letzteres spielt auch heute noch eine wichtige Rolle. 2005 feierte das Verlagshaus DC Thomson & Co. sein hundertjähriges Bestehen. Die Firma veröffentlicht neben einigen bedeutenden Zeitungen, wie The Sunday Post und The Courier vor allem Comics, Zeitschriften und Kinderliteratur.
Bei Dundee wird der Fluss Tay von einer Eisenbahnbrücke überspannt, die 1887 gebaut wurde. Sie steht ungefähr an der Stelle, an der bereits vorher eine Brücke gestanden hatte. Diese war am 28. Dezember 1879 während eines Sturms zusammengebrochen, während sie gerade von einem Zug überquert wurde. Dabei verloren 75 Menschen ihr Leben (siehe Firth-of-Tay-Brücke).

## Sehenswürdigkeiten

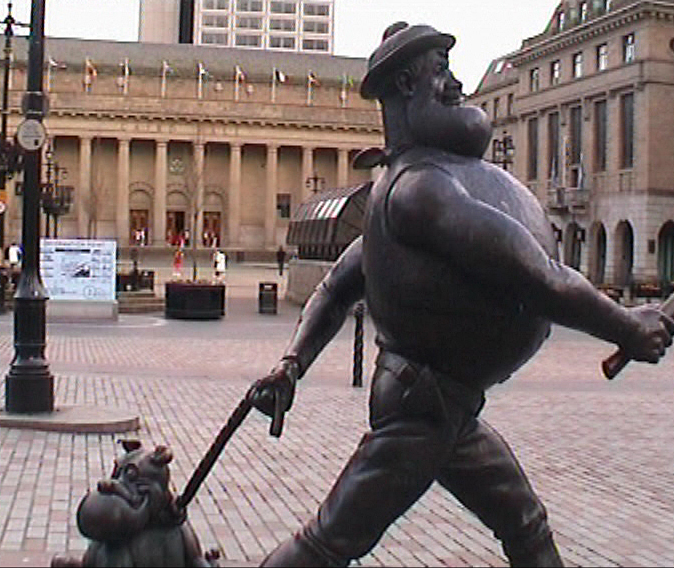
Caird Hall und moderne Plastik

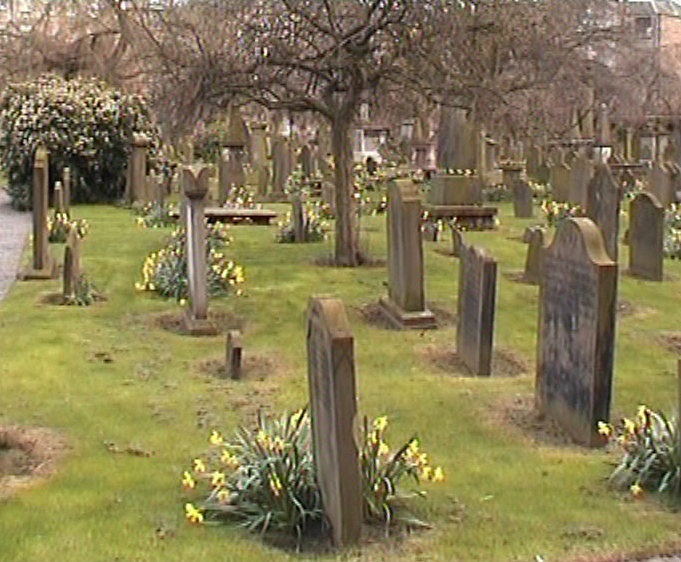
Der alte Friedhof The Howff

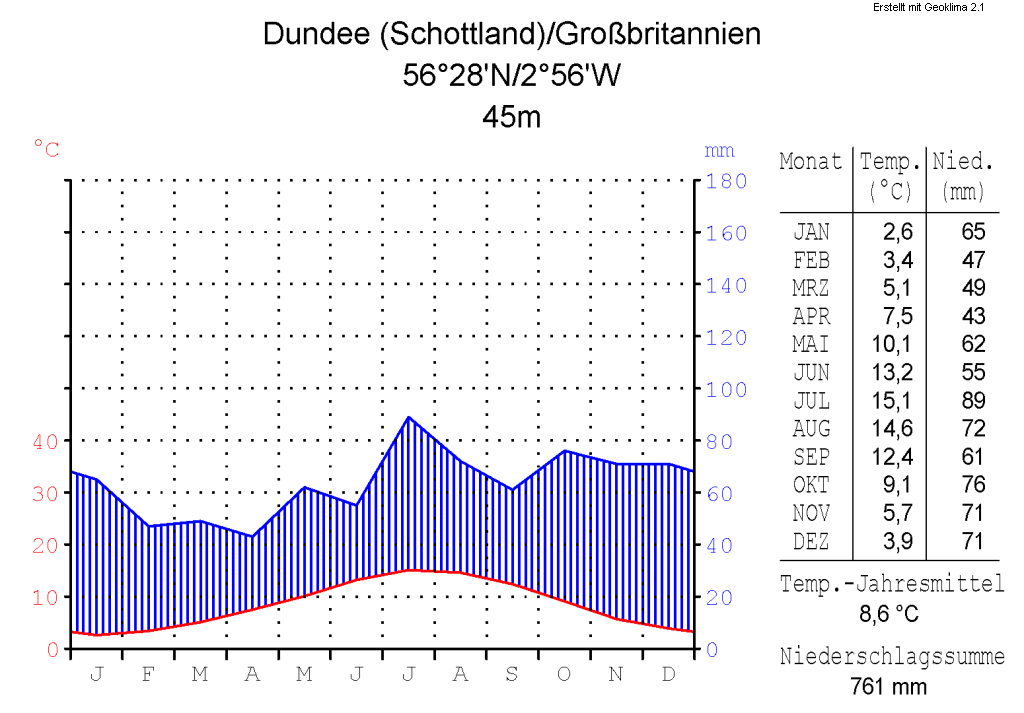
Klimadiagramm von Dundee

- Die höchste Erhebung der Stadt ist der Dundee Law, ein ehemaliger Vulkankegel, der mit 174 Meter Höhe eine gute Aussicht auf Dundee und Umgebung bietet.
- St Mary’s Tower oder Old Steeple ist ein 48 Meter hoher ehemaliger Kirchturm, der einzige Teil, der von der vor-reformatorischen St. Mary Church noch erhalten ist. Ein Aufstieg ist möglich.
- Die City Churches bieten drei Kirchen in einem Gebäude
- Dudhope Castle ist ein Schloss aus dem 16. Jahrhundert, umgeben von dem reizvollen Dudhope Park.
- Nahe dem Einkaufszentrum „Overgate“ liegen die McManus Galleries, ein neogotischer Bau des englischen Architekten Sir George Gilbert Scott. Sie eröffnete 1867 und wurde 1887 angelegentlich Königin Victorias goldenem Thronjubiläum erweitert. Sie beherbergt in der Hauptsache regionale Kunst- und Kulturgegenstände.
- Caird Hall ist ein großes Gebäude mit säulengeschmückter Fassade, das von 1914 bis 1916 an der Südseite des City Square, des zentralen Platzes der Stadt, gebaut wurde. Der Entwurf stammt von James Thomson (1852–1927) und das Gebäude wurde benannt nach dem Stifter Sir James Caird, einem reichen Jute-Fabrikanten. Im Inneren befindet sich ein Konzertsaal mit 2150 Sitzen (ehemals 3300).
- Mitten im Stadtzentrum findet sich The Howff, ein alter Friedhof, der im Dezember 1564 durch einen Erlass von Maria Stuart entstand. Die Anlage wurde nicht nur als Friedhof benutzt, sondern bis 1778 auch als Treffpunkt der Zünfte. Hier stehen interessante Grabsteine aus dem 16. bis 18. Jahrhundert. Darunter der von James Chalmers, dem Erfinder der Briefmarke.
- Es gibt ein Golfmuseum, in dem die Geschichte des Golfsports über drei Jahrhunderte gezeigt wird.
- Im Museum Verdant Works in einer alten Jutefabrik, einem Ankerpunkt der Europäischen Route der Industriekultur (ERIH), wird die Geschichte der Juteindustrie in Dundee dargestellt.
- Die Kunstgalerie enthält eines der ältesten bekannten Astrolabien von 1555.
- Im Dundee Contemporary Arts werden neben Ausstellungen zeitgenössischer Kunst auch cineastische Filme gezeigt
- Am Discovery Point im Hafen von Dundee liegt das Museumsschiff RRS Discovery, ein hölzerner Dreimaster, mit dem Robert Falcon Scott seine Expeditionen in die Antarktis unternommen hat. Es kann in Kombination mit einer Landausstellung über die ursprüngliche Antarktis-Expedition besichtigt werden.
- Im Hafen liegt auch das aus dem Jahr 1824 stammende Museumsschiff HMS Unicorn.
- Das V&A Dundee, eine nach dem Entwurf des japanischen Architekten Kengo Kuma gebaute Außenstelle des Londoner Victoria & Albert Museums, wurde Mitte September 2018 eröffnet.

## Wirtschaft

### 1945–1995
Die Zeit nach dem Zweiten Weltkrieg war bemerkenswert für die Transformation der Wirtschaft der Stadt. Während durch die Verarbeitung von Jute noch ein Fünftel der Erwerbsbevölkerung beschäftigt wurde, gelang es, neue Industrien anzuziehen und zu fördern. Die NCR Corporation wählte Ende 1945 Dundee als Operationsbasis für das Vereinigte Königreich vor allem wegen der geringen Schäden, die Stadt im Krieg erlitten hatte, einer guten Verkehrsanbindung und einer hohen Produktivität durch viele Sonnenstunden. Die Produktion begann am 11. Juni 1947. Zehn Jahre später wurde die 250.000ste Registrierkasse produziert.

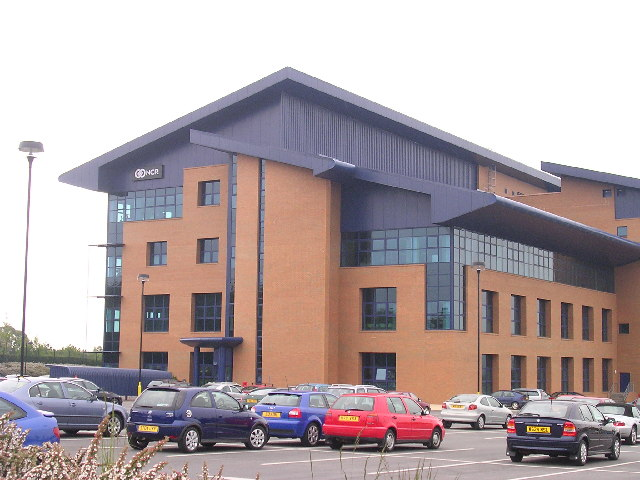
NCR-Gebäude in Dundee

In den 1960er Jahren wurde NCR der Hauptarbeitgeber der Stadt und produzierte weiterhin Registrierkassen, später auch Geldautomaten. Das Unternehmen entwickelte Magnetstreifenleser für Registrierkassen und begann mit der Produktion von Computern. Die Fa. Astral, ein Hersteller von Kühlschränken und Wäscheschleudern, wurde nach einer Fusion in Morphy Richards umbenannt und konnte die Produktion schnell erweitern, wobei 1000 Mitarbeiter beschäftigt wurden. Die Ansiedlung der Michelin-Reifen-Produktion hat dazu beigetragen, die Arbeitslosigkeit durch den Niedergang der Jute-Industrie zu verringern, insbesondere die Abschaffung der Jute-Kontrolle durch den Board of Trade am 30. April 1969.
In den 1980er Jahren hatte die Stadt mit dem Abbau von fast 10.000 Arbeitsplätzen im verarbeitenden Gewerbe zu kämpfen aufgrund der Schließung von Werften, der Einstellung der Teppichherstellung und des Verschwindens des Jutehandels. Zur Bekämpfung der wachsenden Arbeitslosigkeit und der schlechten wirtschaftlichen Bedingungen wurde in Dundee im Jahr 1984 eine „Enterprise Zone“ gegründet. 1983 wurden von der Fa. Timex die ersten Sinclair ZX Spectrum Heimcomputer in Dundee produziert. Im selben Jahr erzielte das Unternehmen Produktionsrekorde trotz eines Sit-ins durch Arbeitnehmer, die gegen Stellenabbau und Pläne, eines der Fabrikgebäude abzureißen, um Platz für einen Supermarkt zu schaffen, protestieren. Timex schloss jedoch seine Produktion in Dundee im Jahr 1993 nach einem erbitterten sechsmonatigen Arbeitskampf.

### 1995–2015
Dundee ist ein regionales Zentrum mit einem Einzugsbereich von rund 630.000 Menschen, die das Zentrum innerhalb einer Stunde erreichen können. Ninewells Hospital ist einer der größten Arbeitgeber in der Region Dundee. Es handelt sich dabei um das größte Lehrkrankenhaus Europas. Im Jahr 2009 gab es 30 Arbeitgeber, die 300 oder mehr Mitarbeiter beschäftigten. Die größten Arbeitgeber in der Stadt sind NHS Tayside (Träger des Ninewells Hospitals), Dundee City Council, University of Dundee, Tesco, DC Thomson & Co und BT.
Andere Arbeitgeber sind Unternehmen wie NCR, Michelin, Alliance Trust, Aviva, Royal Bank of Scotland, ASDA, Scottish Citylink, CJ Lang & Son (SPAR Schottland), HBOS, National Express Dundee und WL Gore and Associates. Die einzigen Bereiche, die in den Jahren 2005 bis 2009 einen Beschäftigungszuwachs verzeichnen konnten, waren Bildung, Gesundheits- und Sozialwesen, während im verarbeitenden Gewerbe, in der Verwaltung und bei den Dienstleistungen die Beschäftigung zurückging. Der Durchschnittswochenverdienst von Vollzeitarbeitnehmern in Dundee im Mai 2010 betrug 482,80 £; Männer erhielten 507,40 £, Frauen 418,80 £. Der Durchschnittsverdienst (Männer) in Dundee ist von 325,00 £ im Jahr 2000 auf 482,80 £ im Jahr 2010 gestiegen.
Die Bereiche Biomedizin und Biotechnologie, einschließlich der aus der biomedizinischen Hochschulforschung hervorgegangenen Start-up-Unternehmen, beschäftigen ca. 1000 Menschen direkt und fast 2000 indirekt. Informationstechnologie und Video-Spiele-Entwicklung sind seit mehr als 20 Jahren wichtige Wirtschaftszweige in der Stadt.
Dundee ist auch ein wichtiger Handelsplatz für den Nordosten Schottlands und belegt im Einzelhandelsranking in Schottland den 4. Platz. Das Stadtzentrum bietet eine Vielzahl von Einzelhändlern, Kaufhäusern und Fachhandelsgeschäften. Das Murraygate und die High Street bilden die Fußgängerzone und sind die Heimat einer Reihe von Filialunternehmen wie Marks and Spencer, Monsun und Zara. Die Fußgängerzone verbindet auch die beiden großen Einkaufszentren, das 39.000 m² große Overgate Centre und das 29.000 m² große Wellgate Centre.

## Sport

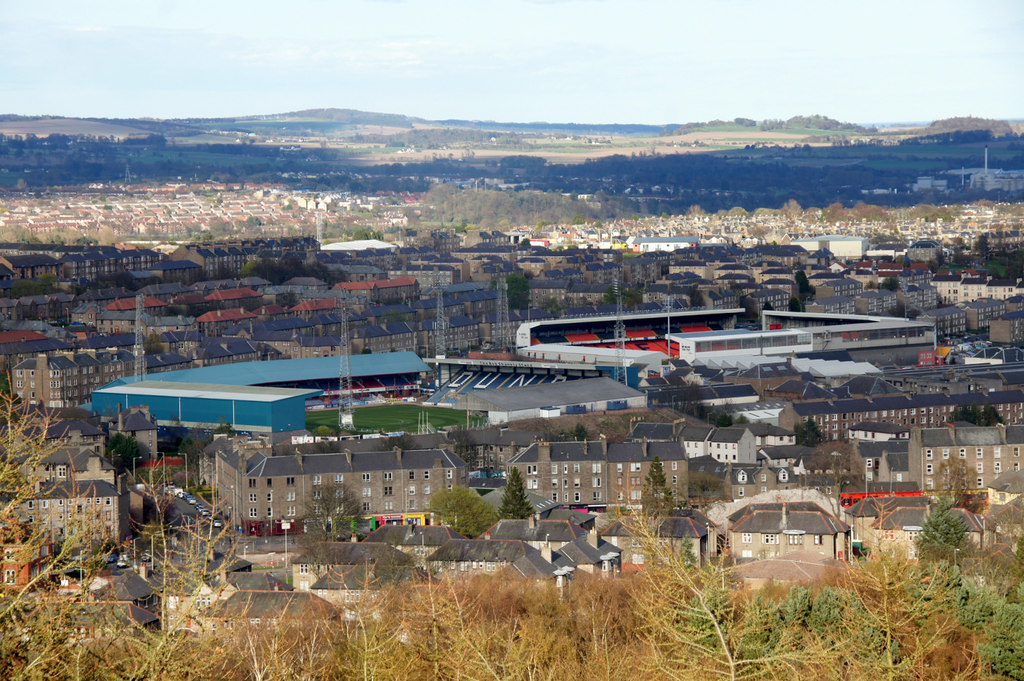
Die beiden benachbarten Stadien Dens Park (FC Dundee) und Tannadice Park (Dundee United)

Der FC Dundee und Dundee United sind die beiden größten und bekanntesten Fußballclubs der Stadt. Die Stadien beider Teams liegen nur wenige Meter voneinander entfernt.

## Verwaltungsgeschichte
Historisch zur Grafschaft Angus gehörig, war Dundee neben Glasgow, Aberdeen und Edinburgh seit 1894 eines der vier Counties of cities in Schottland. 1975 wurde Dundee zu einem District der Region Tayside und 1996 wurde die Stadt im Rahmen der Einführung einer einstufigen Verwaltungsstruktur zur Council Area „City of Dundee“. Dundee ist auch eine der Lieutenancy Areas von Schottland.

## Politik
Der Dundee City Council umfasst 29 Sitze, die sich seit der Lokalwahl 2022 wie folgt auf die Parteien verteilen:
| Partei                  | Sitze   |
| ----------------------- | ------- |
| Scottish National Party | 15 (+1) |
| Labour Party            | 09 (±0) |
| Liberal Democrats       | 04 (+2) |
| Conservative Party      | 01 (−2) |
| Unabhängig              | 0– (−1) |

- SNP: 15
- SLP: 9
- SLD: 4
- SCP: 1
- SGP: 0

Für Wahlen zum britischen Unterhaus ist Dundee in die beiden Wahlkreise Dundee East und Dundee West eingeteilt. Bei der Unterhauswahl 2017 gewann die SNP die Mandate beider Wahlkreise. Auch bei der Britischen Unterhauswahl 2019 gingen beide Wahlkreise an die SNP.
Bei der Wahl zum Schottischen Regionalparlament 2007 gewann die SNP beide Wahlkreise.
Die Mandate beider Wahlkreise für das schottische Parlament Dundee City East und Dundee City West wurden bei den Parlamentswahlen 2016 ebenfalls von SNP-Politikern gewonnen.
Auch bei der Parlamentswahl in Schottland 2021 gewann die SNP beide Wahlkreise.

## Städtepartnerschaften
Dundee listet fünf Partnerstädte:
| Stadt      | Land                         | seit |
| ---------- | ---------------------------- | ---- |
| Alexandria | Vereinigte Staaten           | 1993 |
| Dubai      | Vereinigte Arabische Emirate | 2004 |
| Nablus     | Palästina                    | 1980 |
| Orléans    | Frankreich                   | 1946 |
| Würzburg   | Deutschland                  | 1962 |
| Zadar      | Kroatien                     | 1959 |

## Söhne und Töchter der Stadt
- Anne Scott, 1. Duchess of Buccleuch (1651–1732), Adlige
- Kenneth Douglas (1754–1833), General
- James Chalmers (1782–1853), Erfinder der Briefmarke
- James Bowman Lindsay (1799–1862), einer der Erfinder der Glühlampe
- William Brown (1809 oder 1810–1898), Jurist und später neuseeländischer Kaufmann, Verleger, Zeitungsbesitzer, Autor, Provincial Superintendent und Politiker
- Francis Japp (1848–1925), Chemiker
- James Alfred Ewing (1855–1935), Physiker und Ingenieur
- Williamina Fleming (1857–1911), US-amerikanische Astronomin
- Henry Julius Salomon Sand (1873–1944), Elektrochemiker, Namensgeber der Sand-Gleichung
- Will Fyffe (1885–1947), Schauspieler
- Fraser Gange (1887–1962), US-amerikanischer Sänger und Musikpädagoge
- George Elder Davie, (1912–2007), schottischer Philosoph
- Douglas Cameron (1902–1972), Cellist und Musikpädagoge
- James Thompson (1906–1966), kanadischer Schwimmer
- Sarah Stewart (1911–2008), Schwimmerin
- William Turnbull (1922–2012), Bildhauer und Maler
- Johnny Coyle (1932–2016), Fußballspieler
- Richard McTaggart (1935–2025), Boxer, u. a. Europameister und Olympiasieger
- Christopher Helm (1937–2007), Verleger und Ornithologe
- Iain MacMillan (1938–2006), Fotograf
- Jimmy Gabriel (1940–2021), Fußballspieler und Fußballtrainer
- Rona MacKie (* 1940), Medizinerin und Hochschullehrerin
- Malcolm Sim Longair (* 1941), Astronom

- Brian Cox (* 1946), Schauspieler

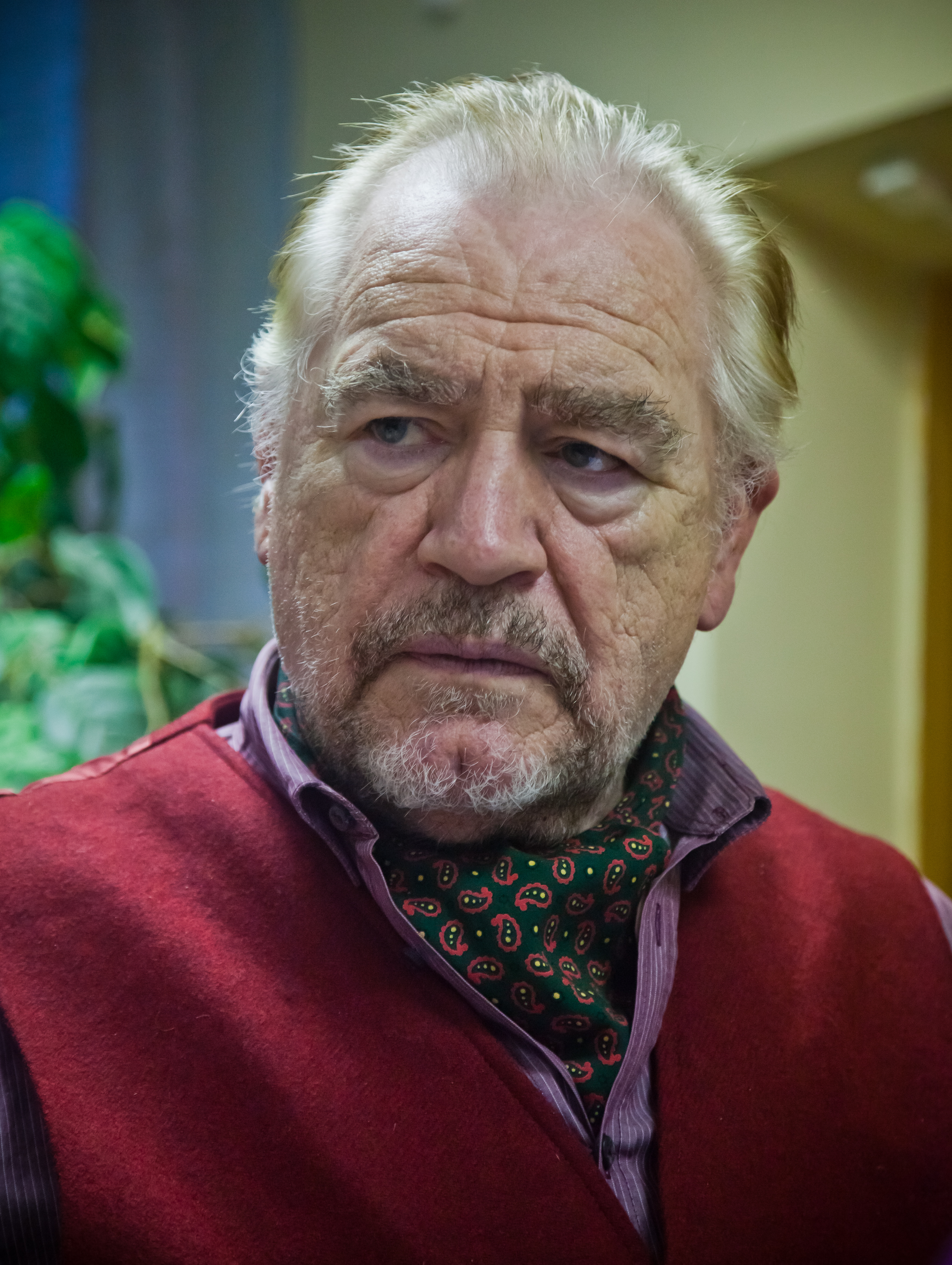
Brian Cox spielte in vielen Blockbustern wie Braveheart, Troja oder X-Men 2 mit.

- Peter Lorimer (1946–2021), Fußballspieler
- Alistair Irwin (* 1948), Offizier der British Army
- George Galloway (* 1954), Berufspolitiker und Pazifist
- Ian Cussick (* 1954), Musiker, Sänger und Komponist
- David Batchelor (* 1955), Lichtkünstler und Autor
- David Narey (* 1956), Fußballspieler
- Heather Ripley (* 1959), Schauspielerin
- Paul Marshall (1961–2009), Schwimmer
- Liz McColgan (* 1964), Leichtathletin
- A. L. Kennedy (* 1965), Schriftstellerin
- Chris Sawyer (* 1967), Computerspielentwickler
- Shirley Robertson (* 1968), Regattaseglerin und Fernsehmoderatorin
- Kirsten Oswald (* 1972), Politikerin
- Stephen Glass (* 1976), Fußballspieler und -trainer
- Jenny Marra (* 1977), Politikerin
- Lee Wilkie (* 1980), Fußballspieler
- Noel Baxter (* 1981), Skirennläufer
- Kelly Schafer (* 1981), Curlerin, Europameisterin, Vize-Weltmeisterin
- Kelly Wood (* 1981), Curlerin
- Mark Fotheringham (* 1983), Fußballspieler und -trainer
- Charlie Adam (* 1985), Fußballspieler
- Ross Wallace (* 1985), Fußballspieler
- Stephen Flynn (* 1988), Politiker
- Lewis Williamson (* 1989), Rennfahrer
- Julie Armstrong (* 1990), kanadische Fußballspielerin
- Eilish McColgan (* 1990), Leichtathletin
- Scott Fraser (* 1995), Fußballspieler
- Abbi Grant (* 1995), Fußballspielerin
- Mark Stewart (* 1995), Radsportler
- Jamie Ritchie (* 1996), Rugby-Union-Spieler
- Logan Chalmers (* 2000), Fußballspieler
- Sam Hickey (* 2000), Boxer
- Lyall Cameron (* 2002), Fußballspieler
- Josh Mulligan (* 2002), Fußballspieler
- Finlay Robertson (* 2002), Fußballspieler
- Rory MacLeod (* 2006), Fußballspieler